# 馬紀筠
馬紀筠（英語：Ma Kei-Kwan Belle，1992年3月13日—），人稱「地產女神」。此稱呼源自2017年私人情慾片流出受到網民及媒體關注而得來。其後她做了香港網絡紅人、商人，還有模特兒。

## 簡歷
馬曾住元朗並到九龍上學。2010年代畢業自陳樹渠紀念中學中五會考班。之後她做過美心西餅、Neway的PR，加入美聯開始從業地產。2021年她與先生開了「馬紀筠租賃顧問事務所」公司。
2017年網上流出她與一男子的數段色情片，涉及性交、口交特寫。有來自中國、香港、台灣等地華語大中華網民注意，支持者起其雅號「地產女神」。雖然片中人涉事時未婚，但是是同校生，情侶關係。片流出使二人一夜由素人變成紅人，網上起底加上流言傳二人快分手，懷疑借片迫婚，甚至懷疑賣弄色情拉客是宣傳手法。現證二人事後結婚，已產子。
2018年時，她已受到社會關注，討論區「回帶」。她拍下首部寫真《Bubble寫真月刊》1月號，代身「性愛Kol」於訪問中大談「性」經，提起陽具長度。她說過想入娛樂圈但未成事！熱潮數年後2022年，她上無綫電視節目舊事重提，有評論提醒是他們私下拍片和收藏在先，亦有認為指炒作舊聞。

## 作品

### 寫真
- Vol.72 《Bubble寫真月刊》1月號，2018年1月10出版。

### 私拍
- 下為部份影片「番號」：20150321、IMG_1624、IMG_2570、IMG_3228、IMG_3229、IMG_3636、MVI_0008、20150704、MVI_0005、MVI_0001。

## 外部網頁
- keikwans@xanga
- 馬紀筠的Instagram帳戶 個人
- 馬紀筠的Instagram帳戶 公司
- 馬紀筠的Facebook專頁
- YouTube上的